# Karakoram Motors
Karakoram Motors Pvt. Ltd. ist ein Hersteller von Automobilen in Pakistan.

## Unternehmensgeschichte
Die Mecom Group of Companies übernahm 2003 die Reste der in Insolvenz gegangenen Naya Daur Motors und gründete Karakoram Motors mit Sitz in Karatschi. Die Produktion von Automobilen begann. Der Markenname lautete zunächst Karakoram. In den 2010er Jahren endete die Vermarktung unter eigenem Markennamen.

## Fahrzeuge
Das Unternehmen stellt Fahrzeuge nach Lizenzen von Kia Motors und Changan her.
Auf der Internetseite des Unternehmens werden auch Pkw-Modelle von Chery, Pick-ups und SUVs von Gonow, Elektroautos von Dynasty Electric Vehicle sowie Motorräder von Raftar gezeigt, wobei unklar bleibt, ob Karakoram diese Modelle herstellt oder nur vertreibt.